# Нансен, Одд
Одд Нансен (норв. Odd Nansen, 6 декабря 1901, Берум — 27 июня 1973, Осло, Норвегия) — норвежский архитектор, писатель и гуманист, борец за права евреев во время второй мировой войны. Считается одним из учредителей ЮНИСЕФ. Третий сын и четвёртый ребёнок известного полярного исследователя, политика, лауреата Нобелевской премии мира за 1922 год — Фритьофа Нансена.
В годы Второй мировой войны находился в концлагере Заксенхаузен.